# Диявольська освіта
«Диявольська освіта» — кінофільм режисера Януша Маєвського, що вийшов на екрани в 1994 році.

## Зміст
Малгожата - симпатична провінційна дівчина. Вона не знає іншого життя, крім того, щоб кожен день виганяти на пасовище довірене їй стадо корів. Все міняє зустріч з підступним мандрівним художником, який вкрадливо обіцяє навчити дівчину любові і всіх знань, необхідних, щоб домогтися успіху в сучасному динамічному світі.

## Ролі
| Актор            | Роль |
| ---------------- | ---- |
| Рената Данцевич  | -    |
| Марек Кондрат    | -    |
| Анна Димна       | -    |
| Станіслав Брудни | -    |
| Адам Ференци     | -    |
| Павло Ліпинськи  | -    |

## Знімальна група
- Режисер — Януш Маєвський
- Сценарист — Януш Маєвський
- Продюсер — Лев Ривін, Джуді Тосселл, Регіна Циглер
- Композитор — Єжи Сатановський